# Marktleuthen

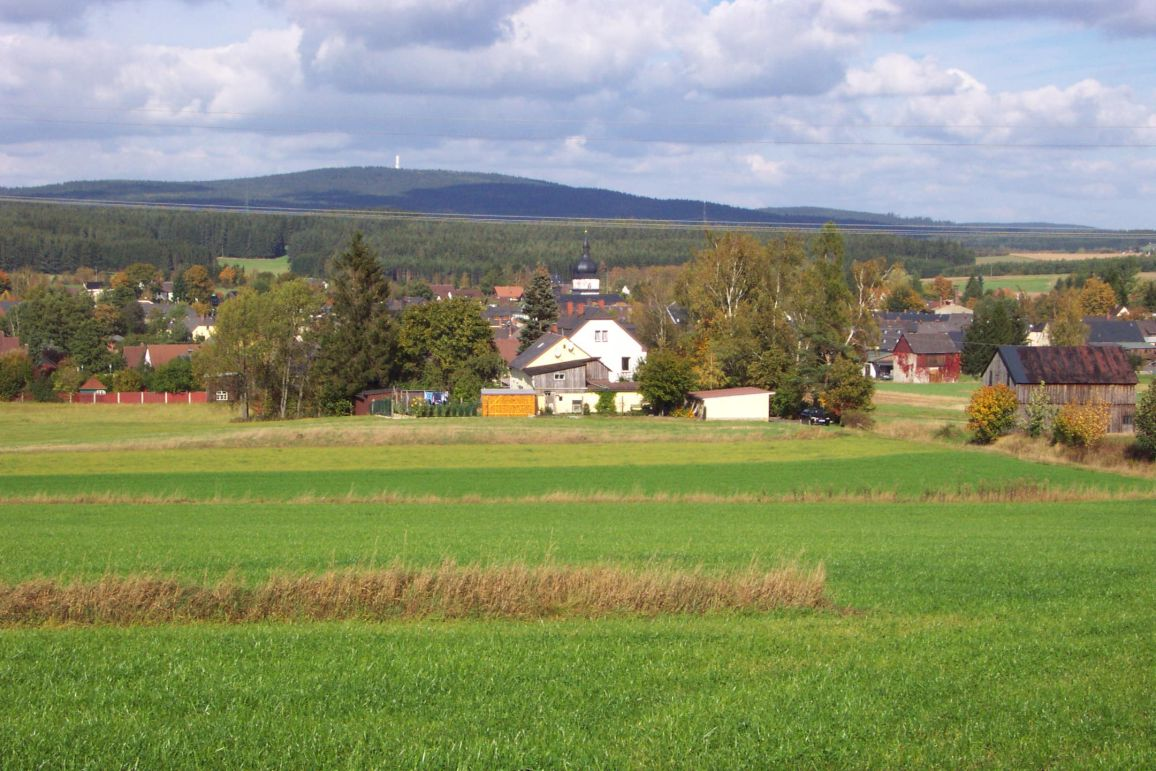
Marktleuthen mit dem Kornberg im Hintergrund

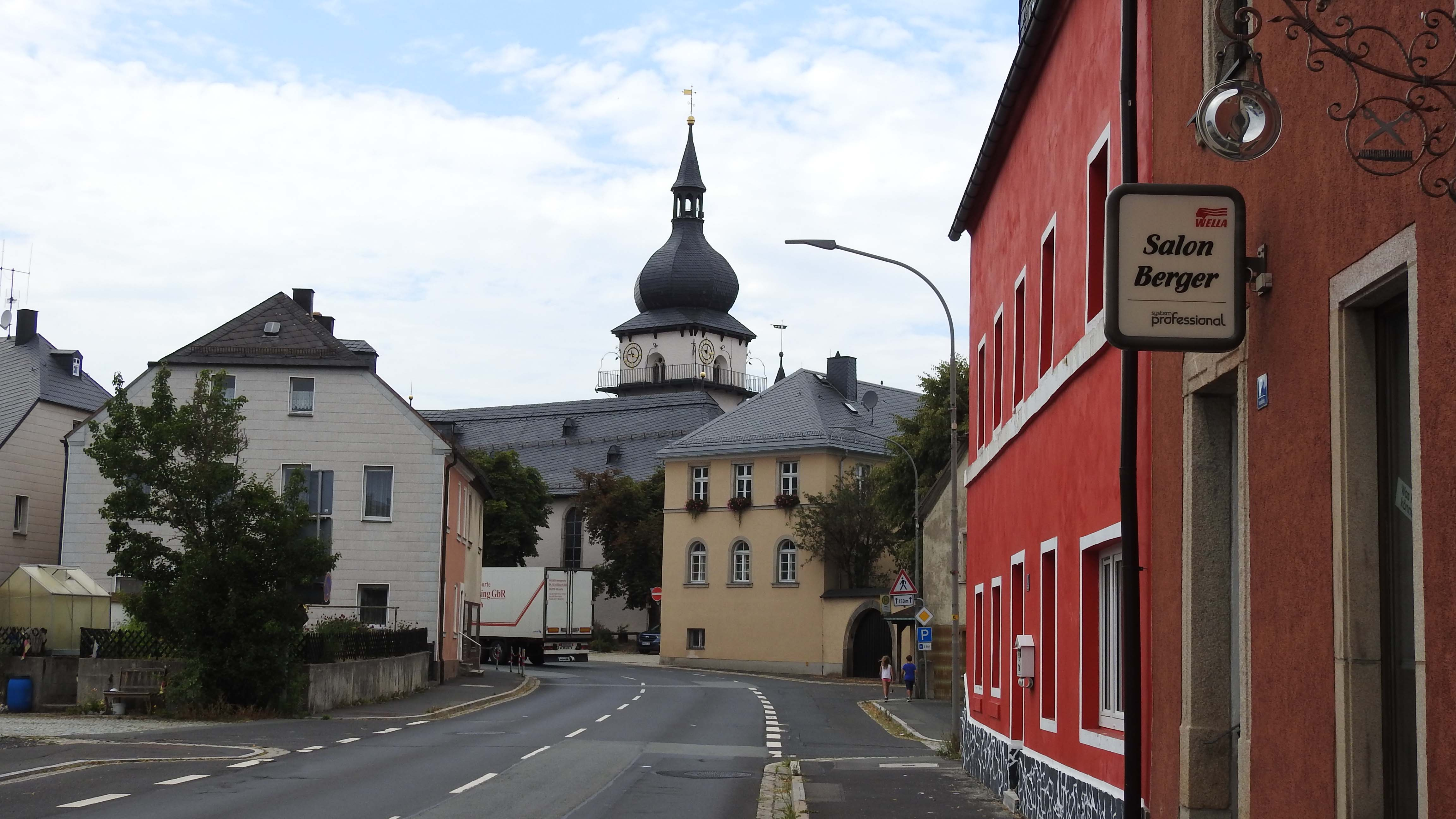
Marktleuthen – Ortsmitte von Südosten

Marktleuthen ist eine Stadt im Landkreis Wunsiedel im Fichtelgebirge (Regierungsbezirk Oberfranken) und liegt westlich von Selb.

## Geographie
Die Stadt liegt an der Eger im Fichtelgebirge am Fuße des Großen Kornberges.

### Gemeindegliederung
Es gibt 15 Gemeindeteile (in Klammern ist der Siedlungstyp angegeben):
- Eckenmühle (Weiler)
- Großwendern (Kirchdorf)
- Habnith (Dorf)
- Hebanz (Dorf)
- Holzmühl (Dorf)
- Kaiserhammer (Weiler)
- Karolinenhain (Weiler)
- Leuthenforst (Dorf)
- Marktleuthen (Hauptort)
- Neudes (Dorf)
- Neudorf (Weiler)
- Neudorfermühle (Einöde)
- Neumühle (Dorf)
- Ruggenmühle (Einöde)
- Wendenhammer (Weiler)

## Geschichte

### Bis zum 19. Jahrhundert
Erstmals urkundlich erwähnt wurde Marktleuthen als „Leuken“ im Jahr 1314. Damals übereignete Heinrich der Ältere, Vogt von Plauen, dem Kloster Waldsassen Güter im Ort. Ihre Entstehung verdankt die ursprünglich zum Herrschaftsbereich der Burg Epprechtstein bei Kirchenlamitz gehörende Siedlung ihrer Lage an einer von mehreren Altstraßenzügen genutzten Egerfurt. 1354 kaufte der Reichsforstmeister Albrecht XI. Notthafft von Thierstein das Dorf vom Kloster Waldsassen und erweiterte es um 24 Höfe und Herbergen und eine Mühle. 1368 war erstmals von einer Kirche im Ort die Rede. Um 1398 gelangte Leuten zusammen mit der Herrschaft Thierstein an den Markgrafen Wilhelm I. von Meißen, der den Ort um 1400 mit den Thiersheimer Marktrechten begnadete. 1415 fiel der junge Markt zusammen mit Thierstein an den Burggrafen Johann III. von Nürnberg und dessen Bruder Markgraf Friedrich I. von Brandenburg. Bald danach wurde der Markt Leuthen durch die Einverleibung des in der Nähe befindlichen Dorfes Rohrsbach ein zweites Mal um 21 Anwesen vergrößert. Im Jahr 1429 befahl Markgraf Friedrich I. von Brandenburg, die zehn Höfe und die Sölde in Rohrsbach abzubrechen und innerhalb des Marktes wieder aufzubauen. Als Reaktion auf die drohenden Hussiteneinfälle erhielt der Markt damals eine aus Erdwällen mit Palisaden bestehende Befestigung und drei Tore.
Mit dem Markgraftum Brandenburg-Kulmbach, das ab 1500 auch im Fränkischen Reichskreis lag, wurde der Markt Leuthen 1792 für kurze Zeit preußisch. Nach vierjähriger französischer Besetzung gelangte der Ort 1810 zum Königreich Bayern. Vier große Brände in den Jahren 1577, 1641, 1691 und 1843 verwüsteten den Ort. Der Wiederaufbau nach dem letzten Brand prägt die Gestalt des historischen Ortskerns bis heute.

### 20. Jahrhundert
Die in den 1920er-Jahren begonnene Siedlungstätigkeit im östlichen Gemeindegebiet verstärkte sich nach dem Zweiten Weltkrieg durch den Zuzug von Flüchtlingen. 1954 wurde Marktleuthen vom bayerischen Innenminister Wilhelm Hoegner zur Stadt erhoben.

### Eingemeindungen
Im Zuge der Gebietsreform in Bayern wurden am 1. Januar 1978 die Gemeinde Großwendern sowie Teile der aufgelösten Gemeinden Neudes, Raumetengrün, Reicholdsgrün und Schwarzenhammer eingegliedert. Das Gemeindegebiet umfasste vorher eine Fläche von 8,6 Quadratkilometern, nunmehr waren es 35,49 Quadratkilometer. Die Einwohnerzahl stieg von 3472 auf 4660.

### Einwohnerentwicklung
Zwischen 1988 und 2018 sank die Einwohnerzahl von 3905 auf 3069 um 836 Einwohner bzw. um 21,4 %.
- 1939: 2384 Einwohner
- 1950: 3119 Einwohner
- 1961: 4659 Einwohner
- 1970: 4660 Einwohner
- 1991: 4069 Einwohner
- 1995: 4030 Einwohner
- 2005: 3632 Einwohner
- 2010: 3383 Einwohner
- 2015: 3144 Einwohner
- 2016: 3111 Einwohner
- 2017: 3122 Einwohner

## Politik

### Stadtrat und Bürgermeister
Neben dem Ersten Bürgermeister gehören dem Stadtrat 16 ehrenamtliche Mitglieder an.
| Partei          | Wahlperiode 2014–2020 | Wahlperiode 2020–2026 |
| CSU             | 6 Sitze               | 6 Sitze               |
| SPD             | 6 Sitze               | 4 Sitze               |
| WG Marktleuthen | 4 Sitze               | 5 Sitze               |
| Junge Union     | –                     | 1 Sitz                |

Bei der Bürgermeisterwahl am 15. März 2020 erzielte weder Christoph Wunderlich (Freie Wähler), Florian Leupold (SPD) noch Sabrina Kaestner (CSU) die absolute Mehrheit. Bei der Stichwahl am 29. März gewann Kaestner mit 57 %. Leupold erreichte 43 %.

### Wappen
| Wappen von Marktleuthen | Blasonierung: „In Blau nebeneinander zwei miteinander verschlungene, aufrechte, golden gekrönte rote Schlangen und ein rot bewehrter goldener Löwe.“ |
| Wappen von Marktleuthen | |

### Städtepartnerschaften
Herend in Ungarn ist die Partnerstadt von Marktleuthen.

## Kultur und Sehenswürdigkeiten
- Rathaus (Marktleuthen)

### Evangelische Pfarrkirche St. Nikolaus
Geschichte

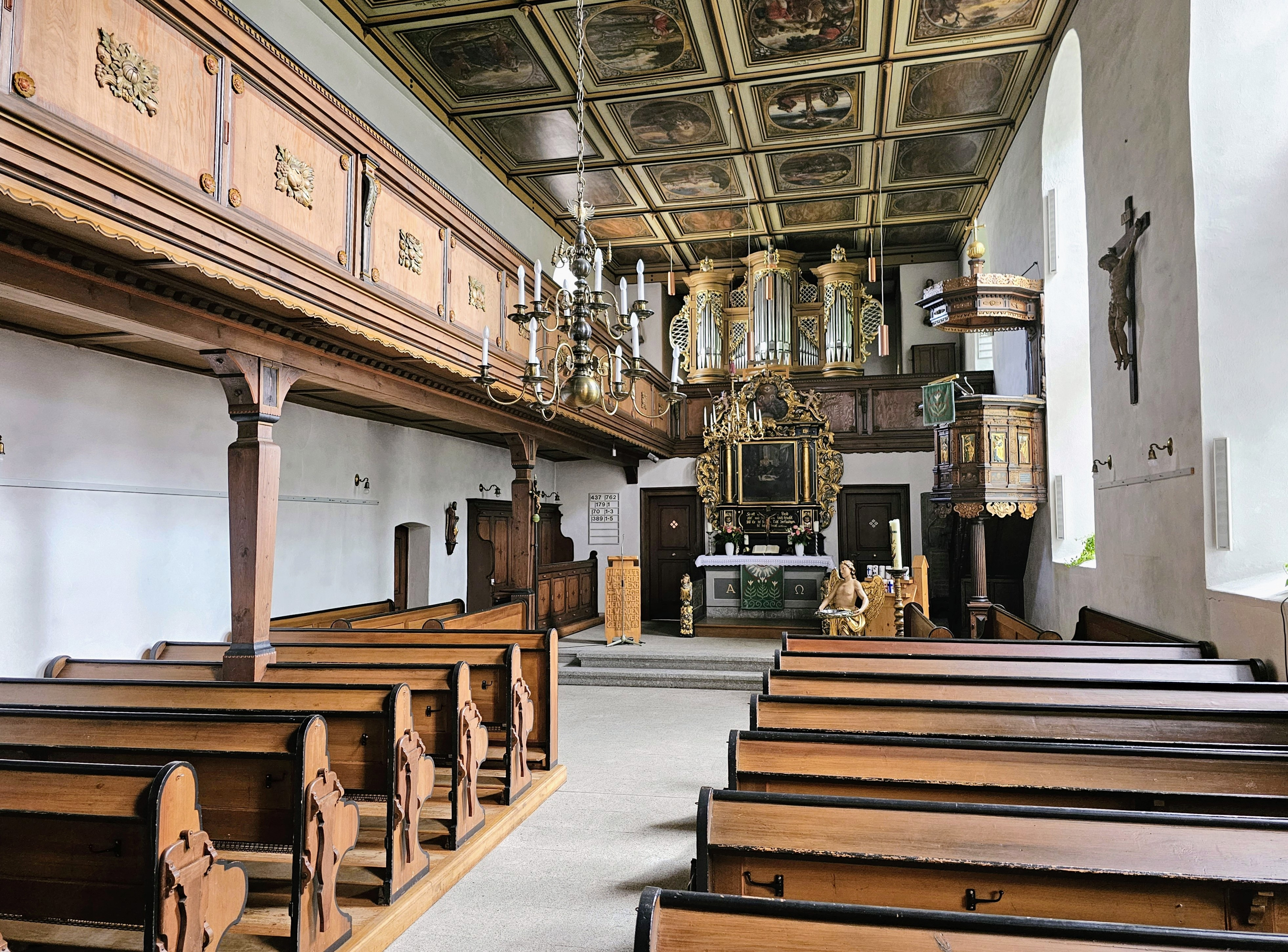
Das Innere der evangelisch-lutherischen Pfarrkirche St. Nikolaus

Die erste Erwähnung einer Kirche in Marktleuthen fiel in das Jahr 1368, ein in die Nordwand des Kirchenschiffes eingemauerter Kreuzstein verweist jedoch stilistisch auf die Zeit vor 1200. Im Jahr 1486 folgte der erste Nachweis des Patroziniums des Heiligen Nikolaus. Dem Großbrand des Jahres 1577 fiel auch die Kirche zum Opfer. 1641 verursachte einquartiertes Kriegsvolk einen zweiten Großbrand; die Kirche brannte abermals aus. Der Wiederaufbau der Kirche zog sich bis 1645 hin. 1698 erfolgte der Anbau eines „Vorhäusleins“ mit Treppen zur Empore an der Westseite des Kirchenschiffes. 1791 wurde der bisherige gewölbte Chor mit 5/8-Schluss abgebrochen und die Kirche zum Einbau einer neuen Orgel um etwa 2,50 Meter nach Osten erweitert. 1895 erfuhr die Kirche eine durchgreifende Renovierung; der Innenraum wurde völlig neu gestaltet. Die doppelstöckigen Barockemporen wurden aus dem Kirchenraum entfernt, der Altarraum wurde durch einen Chorbogen abgetrennt und ein neuer Altar aufgestellt. Bei der 1935 durchgeführten Kirchenrenovierung wurden die 1895 durchgeführten Änderungen teilweise wieder rückgängig gemacht. Der alte manieristische Altar bekam wieder seinen angestammten Platz, die Kirche erhielt im Wesentlichen ihr heutiges Aussehen. Bei der letzten Gesamtsanierung der St.-Nikolaus-Kirche in den Jahren 1987/88 wurden mehrere historische Ausstattungsstücke aus der Kirche entfernt und im Pfarrhaus eingelagert.
Ausstattung
Das kunsthistorisch wertvolle Innere des Kirchenraumes wird durch folgende Ausstattungsstücke bestimmt:
- Der Altar, eine schlichte Säulenädikula im Stil des Manierismus, stammt laut Inschrift am unteren Rand des Altarbildes aus dem Jahr 1643. Das Altarbild zeigt das letzte Abendmahl Jesu; im Auszug darüber ist die Heilige Dreifaltigkeit dargestellt. Das reiche Akanthus-Schnitzwerk zu beiden Seiten des Altars entstand 1667.
- Die Kanzel ist ein Werk der Kunsttischler Peter und Adam Eck aus Eger. Am Brüstungsgesims des Kanzelkorbes ist die Jahreszahl 1617 intarsiert, der Altar kam jedoch erst nach dem Brand von 1641 in die Marktleuthener Kirche. Für eine Kanzel recht ungewöhnlich sind die vier Reliefdarstellungen der griechischen Musen Polymnia, Melpomene, Erato und Terpsichore am Kanzelaufgang.
- Der Taufengel war früher mit einem Seil an der Decke befestigt und schwebte nur beim Sakrament der Taufe herab. Er wurde im Jahr 1780 von dem Bayreuther Bildhauer Franz Schuh gefertigt.
- Das Orgelgehäuse stammt aus dem Jahr 1791 und ist ein Werk des Bayreuther Hoforgelmachers Georg Ernst Wiegleb. Das Innenleben des Instruments wurde bei der letzten Kirchenrenovierung 1987/88 erneuert.
- Die Flachdecke des Kirchenschiffes ist mit 24 Szenen aus dem Neuen Testament verziert. Die Bildtafeln wurden 1718 vom Marktleuthener Bürgermeister und Metzger Matthes Gebhard und dem Maler und Bürgermeister Johann Jacob Radius in Kirchenlamitz gemalt.

### Weitere Sehenswürdigkeiten

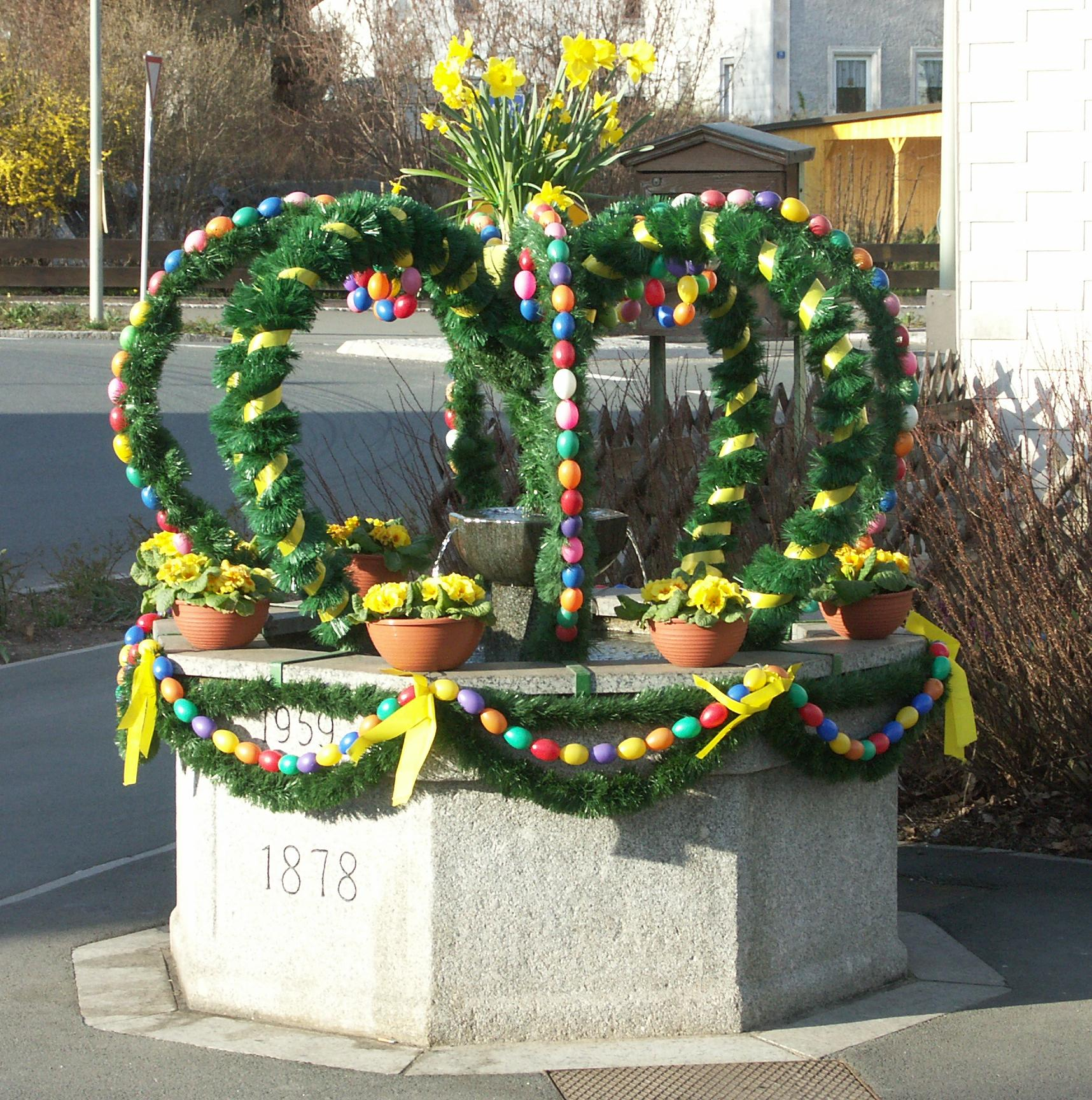
Osterbrunnen in Marktleuthen

Etwa einen halben Kilometer südöstlich des Marktplatzes erhebt sich eine licht bewaldete, als Parkanlage gestaltete Anhöhe. Auf ihrem höchsten Punkt befinden sich zwei bizarr übereinander gelagerte Granitfelsen, die der Volksmund unter dem Namen Teufelsstein kennt. Die Sage berichtet, dass dort ehemals Heiden getauft wurden. Es ist durchaus möglich, dass es sich bei dieser Felsformation einst um eine heidnische Kultstätte handelte, zumal unweit davon im Mittelalter eine dem Heiligen Wolfgang geweihte Kapelle errichtet wurde. Diese wurde in der Reformationszeit aufgelassen, jedoch besuchten Kranke noch bis in das 18. Jahrhundert den nahen Augenbrunnen, eine als heilkräftig geltende Quelle. Kapelle und Brunnen sind verschwunden, lediglich der Name Teufelsstein überdauerte.
Beim Gemeindeteil Leuthenforst liegt der Rondellwald, ein einst zum Jagdschloss Kaiserhammer gehörender Jagdgarten. Markgraf Friedrich von Brandenburg-Kulmbach ließ in den Wald spinnennetzartige Schneisen schlagen. In deren Mittelpunkt errichtete er 1761 einen Jagdpavillon mit acht Fenstern. Heute steht dort eine große Linde.
Auf dem Ortsfriedhof erinnert ein Sammelgrab mit Denkmal an 17 KZ-Opfer, die bei einem Todesmarsch des KZ Buchenwald nach dem KZ Flossenbürg im April 1945 ihr Leben verloren.

### Vereine
Der ASV Marktleuthen setzt sich aus dem Turnverein Marktleuthen und dem Handballclub Marktleuthen 1946 zusammen. Als Vorzeigeobjekte des Vereins gelten die Herrenhandballmannschaft und die große Auswahl an Freizeitangeboten.
Der Turnerbund Marktleuthen (TB Marktleuthen 1863 e.V.) vereint klassisches Turnen, Tennis, Kampfsport, Gardetanz und viele andere Sport- und Spielarten. Die vereinseigene Sporthalle, u. a. mit Airtrack-Matte und Kraftraum, sowie mehrere Tennisplätze bieten dafür Raum.

## Wirtschaft und Infrastruktur

### Wirtschaft
Aufgrund der klimatischen Bedingungen und des kargen Bodens waren die Marktleuthener neben der Landwirtschaft schon immer auf andere Erwerbszweige angewiesen. Lohn und Brot gaben vor allem die Arbeit im Wald, der Bergbau und die Erzverarbeitung, die Weberei und andere Handwerke. Nach der Fertigstellung der Eisenbahnlinie Hof–Weiden–Regensburg–München im Jahr 1876 wurden in Marktleuthen, das schon auf eine jahrhundertealte Kommunbrau-Tradition zurückblicken konnte, vier große Brauereien gegründet. Es folgten eine Porzellanfabrik, mehrere steinverarbeitende Betriebe und eine Glasfabrik. Im Jahr der Stadterhebung (1954) gab es in Marktleuthen die Porzellanfabrik Heinrich Winterling (gegründet 1903) mit 750 Beschäftigten, die Bayerische Hohlglasfabrik mit 300 Beschäftigten, vier Granitwerke mit zusammen rund 200 Mitarbeitern, die Maschinenfabrik L. W. Muhr mit 80 Arbeitnehmern, ein Erdfarbenwerk mit 20 Beschäftigten, ein Sägewerk mit 20 Beschäftigten, drei Bierbrauereien und einen Fabrikationsbetrieb für Zelte und Planen. Daneben waren im Ort noch mehr als 200 kleinere Gewerbebetriebe (Handwerks- sowie Groß- und Einzelhandelsbetriebe) ansässig.
Nachdem die Porzellanfabrik Winterling 2010 geschlossen wurde, gibt es in Marktleuthen noch zwei steinbearbeitende Betriebe, zwei Sägewerke, einen kunststoffverarbeitenden Betrieb sowie etwa 25 weitere Handwerks- und Gewerbebetriebe.

### Verkehr
Der Bahnhof Marktleuthen liegt an der Bahnstrecke Weiden–Oberkotzau.

## Sonstiges
Der Ortsneckname von Marktleuthen beziehungsweise der Spitzname der Marktleuthener Bürger ist Egerscheißer.

## Persönlichkeiten

### Söhne und Töchter der Stadt
- Johann Thomas Köppel (* 1711; † 1762): Als Sohn eines Schneiders wurde Köppel in Marktleuthen geboren. Seit 1738 wirkte er als Hofschreibmeister und Kupferstecher am Hof des Markgrafen Friedrich in Bayreuth. Er gilt als der „Vater der Kalligraphie“, also der Kunst des Schönschreibens, der er mehrere Lehrbücher widmete. Nach seinem Tod im Jahr 1762 trat sein 1739 in Bayreuth geborener älterer Sohn Johann Gottfried Köppel in die Fußstapfen des Vaters. Er wirkte bis zu seinem Tod 1798 als Hofschreibmeister und Landschaftskanzlist in Ansbach, verfasste mehrere historische und geographische Bücher über die Fränkische Schweiz und die beiden Fürstentümer Brandenburg-Kulmbach und Brandenburg-Ansbach und schuf – gleich seinem Vater – eine Reihe Kupferstiche mit Ansichten aus Franken.
- Gottfried Christian Reich (1769–1848), Mediziner und Hochschullehrer, geboren in Kaiserhammer
- Jakob Schmeissner (1874–1955), Architekt in Nürnberg, Planer des Zentralschulhauses und der Friedhofsanlage seines Geburtsortes
- Willi Schmidt (1924–2011), Bildhauer
- Rudi Tröger (* 1929), deutscher Maler und Hochschullehrer
- Hermann Benker (* 1939), Politiker (SPD), Landtagsabgeordneter in Schleswig-Holstein
- Uwe Reißmann (* 1956), Polizeibeamter, Leiter mehrerer Polizeidirektionen und Polizeipräsident in Sachsen
- Wilhelm Beindorf (1887–1969), deutscher Maler

### Mit der Stadt verbunden
- Über das Fichtelgebirge hinaus war die Marktleuthener Familie Purucker bekannt, die über mehrere Generationen Orgeln baute. Nach dem Brand von 1641 gingen die als Kunsttischler tätigen Brüder Hans und Matthäus dem Kulmbacher Orgelbauer Matthias Tretzscher zur Hand. Von diesem erlernten die beiden jungen Marktleuthener die Kunst des Orgelbaues. Von ihren Nachkommen waren auch Veit Purucker (* 1646; † 1711), Paul Purucker (* ca. 1653;), Georg Franz Purucker (* ca. 1648; † 1725), Johann Georg Purucker († 1759), Matthäus (verehelicht 1725) Wolfgang (* ca. 1685; † 1759) Michael Purucker (verehelicht 1723) und Egidius Salomon († 1797) als Orgelmacher tätig. Sie lieferten ihre Orgeln bis ins Bambergische, in die Oberpfalz und nach Sachsen.
- Hermann Winterling (1906–2008), Unternehmer